# Військове з'єднання
Військо́ве з'єдна́ння — військове формування постійної організації в збройних силах, що організаційно входить до складу об'єднання.
Стандартно під цей термін підходить тільки дивізія. Саме слово «з'єднання» позначає з'єднати частини. Штаб дивізії також має статус частини. Цій частині (штабу) підпорядковуються інші частини (полки, батальйони). В цілому це є дивізія. Проте у деяких випадках статус з'єднання може мати й бригада. Це відбувається в тому випадку, якщо до складу бригади входять окремі батальйони і роти, кожен з яких сам по собі має статус частини. Штаб бригади в цьому випадку, як і штаб дивізії, має статус частини, а батальйони і роти як самостійні частини підпорядковуються штабу бригади.
До речі, одночасно в складі штату бригади (дивізії) можуть існувати й так звані лінійні батальйони й роти. Отже, одночасно в з'єднанні можуть бути батальйони й роти як підрозділи та батальйони й роти як частини.
Зовнішніми ознаками з'єднання є: наявність власного діловодства, розрахункового рахунку в банку, поштової та телеграфної адреси, власної гербової печатки, таємного та нетаємного діловодства, права командира з'єднання віддавати письмові накази, відкритого (в/ч А 0220) і закритого  (1 аеромобільна дивізія) загальновійськового номерів.